# Volo LOT Polish Airlines 7
Il volo LOT Polish Airlines 7 era un volo passeggeri internazionale di linea tra New York e Varsavia. Il 14 marzo 1980, il volo, operato da un Ilyushin Il-62, si schiantò vicino all'aeroporto di Varsavia-Chopin a Varsavia, in Polonia, quando l'equipaggio abortì un atterraggio e tentò una riattaccata. Tutti gli 87 occupanti tra membri dell'equipaggio e passeggeri persero la vita. La causa fu la disintegrazione di uno dei dischi della turbina in uno dei motori dell'aereo, che aveva portato a un guasto non contenuto al motore. Successivamente si scoprì che il disco della turbina presentava dei difetti di fabbricazione.

## Aereo ed equipaggio
La LOT avviò le sue rotte transatlantiche nei primi anni settanta, per le quali decise di acquistare gli Ilyushin Il-62. L'aereo che si è schiantato è stato il primo Il-62 acquistato dalla LOT per questo scopo, fabbricato nel 1971. Come per tutti gli Ilyushin acquistati, ricevette il nome di un famoso personaggio storico polacco, in questo caso l'astronomo Niccolò Copernico (Mikołaj Kopernik).
Tutti i membri dell'equipaggio del volo 7 erano polacchi. Il comandante, Paweł Lipowczan, aveva 46 anni, con 8 770 ore di volo (4 385 delle quali su Ilyushin Il-62). Il primo ufficiale era Tadeusz Lochocki. Il resto dell'equipaggio era composto dall'ingegnere di volo Jan Lubniewski, dal navigatore di volo Konstanty Chorzewski e l'operatore radio Stefan Wasiewicz. A bordo c'erano cinque assistenti di volo.
I passeggeri erano soprattutto polacchi (42), seguiti da 28 statunitensi, 4 cittadini dell'Unione Sovietica e 3 originari della Germania Est.

## L'incidente
Durante il suo ultimo volo, l'aereo era pilotato dal comandante Lipowczan e dal primo ufficiale Lochocki. Il volo 7 doveva partire dall' aeroporto Internazionale JFK alle 19:00 circa ora locale, il 13 marzo 1980, ma subì un ritardò a causa di una forte tempesta di neve. Alla fine partì alle 21:18 e, dopo nove ore di volo tranquillo, si stava avvicinando all'aeroporto di Varsavia-Chopin alle 11:13 ora locale. Durante il loro ultimo avvicinamento, circa un minuto prima dell'atterraggio, l'equipaggio riferì al controllo del traffico aereo di Varsavia che la spia del carrello di atterraggio non funzionava e che sarebbero entrati in un circuito di attesa per permettere all'ingegnere di volo di verificare se il problema fosse un fusibile o una lampadina bruciata, o se c'era effettivamente qualche problema con il carrello.
(11:13:46) Controllo del traffico aereo di Varsavia-Chopin: LOT 007, 5 gradi a destra.
(11:13:52) ATC di Varsavia: LOT 007?
(11:13:54) LOT 7: Ricevuto...Un momento, abbiamo dei problemi con l'indicatore del carrello di atterraggio abbassato e bloccato, richiediamo una riattaccata.
(11:13:57) ATC di Varsavia: Ricevuto, direzione pista e altitudine 650 metri (2.130 piedi). [In quel momento, il "Kopernik" era ad un'altitudine di 250 m (820 piedi).]
(11:14:00) LOT 7: Direzione pista 650.
Questa è stata l'ultima trasmissione di Mikołaj Kopernik. Nove secondi dopo, l'aereo entrò improvvisamente in picchiata. Alle 11:14:35, dopo 26 secondi di discesa incontrollata, l'aereo tagliò un albero con l'ala destra e colpì il fossato coperto di ghiaccio di una fortezza militare del XIX secolo a una velocità di circa 380 km/h con un angolo di 20 gradi verso il basso, a 950 m dalla testata della pista e a 100 m da un'area residenziale. All'ultimo momento, il comandante Lipowczan, usando nient'altro che gli alettoni dell'aereo, riuscì ad evitare di colpire una struttura correttiva per adolescenti situata in Rozwojowa Street. All'impatto, il velivolo si disintegrò: gran parte della fusoliera affondò nel fossato, mentre la coda e parti del carrello principale finirono pochi metri più avanti, poco prima dell'ingresso del forte. Sulla scena, una squadra di sommozzatori cercò di recuperare parti del velivolo (inclusi alcuni motori) dal fossato, ma era troppo torbido; alla fine, il fossato dovette essere drenato per consentire agli investigatori di recuperare le parti dell'aereo. Il corpo del comandante Lipowczan venne trovato disteso per strada a circa 60 metri dal luogo dell'incidente; altri corpi erano sparsi tra i frammenti dell'aereo.

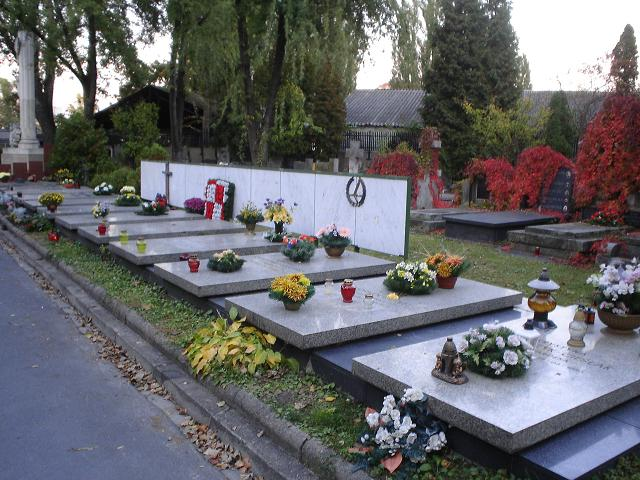
Le tombe dell'equipaggio nel Cimitero militare Powązki di Varsavia.

Tra le 87 vittime risultarono la cantante polacca Anna Jantar, l'etnomusicologo statunitense Alan P. Merriam, sei studenti polacchi che tornavano a casa da una conferenza dell'AIESEC a New York e un contingente della squadra dilettantistica statunitense di boxe (che era in programma per una serie di combattimenti espositivi in Europa invece delle Olimpiadi estive boicottate). Secondo i medici giunti sul posto, molti dei passeggeri apparentemente stavano dormendo quando l'aereo era caduto a terra, ma alcuni di loro, inclusi molti dei pugili, erano presumibilmente consapevoli di essere sul punto di schiantarsi, mentre si aggrappavano ai sedili così forte che all'impatto i muscoli e i tendini delle braccia si spezzarono. Alcuni rapporti hanno suggerito che alcuni dei pugili siano effettivamente sopravvissuti allo schianto per poi annegare nel fossato, ma non è stata presentata alcuna prova di ciò. Un totale di 22 pugili, allenatori e medici statunitensi morirono nell'incidente (incluso il vincitore dei Giochi Panamericani del 1979 dei pesi leggeri Lemuel Steeples). Alcuni membri della squadra olimpica non erano presenti a causa di varie ferite da pugile subite prima del volo o per altri motivi, che avevano impedito la loro partecipazione all'evento programmato, quindi sono rimasti negli Stati Uniti e sono sopravvissuti. Due dei pugili che avrebbero dovuto essere a bordo del volo 7, Bobby Czyz e Tony Tucker, in seguito divennero campioni del mondo.
Per una strana coincidenza, al momento dell'incidente del Mikołaj Kopernik, al Chopin, a meno di 1 km di distanza, si stava tenendo una conferenza sui miglioramenti nella sicurezza dei viaggi aerei.
Ryszard Chmielewski, un ingegnere di volo della LOT, che doveva volare a Varsavia quel giorno, poiché soffriva di jet lag e di riposo insufficiente dopo il volo precedente, aveva cambiato turno con uno dei suoi colleghi e il giorno dopo volò via da New York. Sette anni dopo, come ingegnere di volo e istruttore, monitorando i progressi dell'ingegnere di volo Wojciech Klossek, era a bordo del volo LOT 5055, lungo la stessa rotta del volo 7 ma in direzione inversa, che si schiantò uccidendo tutte le 183 persone a bordo.
| Nazionalità      | Passeggeri | Equipaggio | Totale |
| ---------------- | ---------- | ---------- | ------ |
| Polonia          | 42         | 10         | 52     |
| Stati Uniti      | 28         | 0          | 28     |
| Unione Sovietica | 4          | 0          | 4      |
| Germania Est     | 3          | 0          | 3      |
| Totale           | 108        | 6          | 114    |

## Le indagini
La polizia circondò rapidamente il sito e allontanò le persone che si erano avvicinate; il recupero dei pezzi dell'Ilyushin iniziò subito dopo. Sia il registratore di suoni della cabina di pilotaggio e il registratore dei dati di volo sono stati trovati in fretta, ma sfortunatamente la registrazione si era interrotta improvvisamente nove secondi dopo l'ultima trasmissione, 26 secondi prima dell'incidente.
Durante il recupero dei motori, il motore numero due (interno sinistro) venne trovato tagliato a metà, tenuto insieme solo dai tubi del carburante. Ad un ulteriore esame del motore si riscontrò la mancanza del disco della turbina di bassa pressione. Nonostante le ricerche non lo si riuscì a trovare sul luogo dell'incidente, ma a circa 4 chilometri dal sito dello schianto; era rotto in tre pezzi di dimensioni simili.
Dopo aver recuperato il cockpit, le manette di entrambi i motori 2 e 3 (interno destro) risultarono al minimo, mentre sul motore 4 (esterno destro) la spinta era impostata al massimo. La commissione d'inchiesta chiese ai sovietici se un Il-62 fosse in grado di raggiungere la pista con un motore in funzione. Non ricevette alcuna risposta definitiva, ma dei calcoli basati sui dati tecnici ufficiali suggerirono che, mentre una spinta del motore era insufficiente per mantenere l'altitudine dell'aeromobile, era sufficiente per raggiungere la pista e cercare di atterrare. Non furono trovate spiegazioni del motivo per cui l'aereo con un motore funzionante alla massima potenza entrò improvvisamente in picchiata.
L'analisi dettagliata dei pezzi del disco della turbina rilevò diverse impurità metalliche sui bordi di due di essi; in un caso furono identificate come provenienti dalla copertura del motore, in un altro le impurità provenivano dalla copertura, dagli attuatori di comando e infine dai cavi elettrici. Inoltre, un esame dettagliato della superficie del disco rotto ha mostrato prove significative di fratture da fatica del metallo.

### Cronologia degli eventi
Infine, quando si riscontrò che i cavi di controllo erano tagliati a metà, fu dimostrato che il taglio non era stato causato dall'urto, e sulla superficie del taglio vennero riscontrate alcune tracce della lega metallica di cui era costituito il disco della turbina, la sequenza degli eventi divenne chiara. Il disastro era iniziato quando il Kopernik era stato incaricato di salire a un livello di volo più alto. Quando la spinta necessaria è stata applicata a tutti e quattro i motori, la turbina a bassa pressione del motore numero 2 si disintegrò dopo 9 secondi. Un pezzo del disco della turbina era stato espulso verso l'alto, senza provocare danni significativi, ma il secondo pezzo perforò il motore numero 1, danneggiandolo gravemente; infine, il terzo pezzo del disco finì nella fusoliera, recise i cavi di comando del timone e degli equilibratori e distrusse il motore numero 3, causando la perdita di controllo dell'aereo; inoltre tagliò i cavi di alimentazione sia al registratore dei dati di volo che al registratore di cabina. Quest'ultima fu la causa della mancata registrazione degli ultimi momenti del Mikołaj Kopernik.
I cavi di controllo tagliati spiegarono anche l'improvvisa picchiata. Alla loro rottura, lo stabilizzatore orizzontale, sotto il suo stesso peso, scese, facendo scendere anche il muso. Questo potrebbe essere stato contrastato dall'assetto verticale: negli Il-62, l'interruttore che impostava il trim verticale sul funzionamento manuale era assicurato da un filo sottile e appuntito. Sulla mano destra del comandante Lipowczan furono trovate piccole ferite, e fu confermato che erano state fatte mentre il pilota era ancora vivo; presumibilmente aveva impostato il trim in modalità manuale e aveva cercato di controllare l'assetto verticale, ma era troppo tardi.
In un'intervista per la serie televisiva polacca The Black Series, il comandante Tomasz Smolicz, un pilota di linea esperto che aveva volato per migliaia di ore su rotte transatlantiche sugli Ilyushin Il-62 e Il-62M negli anni settanta e ottanta (aveva volato sull'SP-LAA da Varsavia a New York il 13 marzo 1980), ha dichiarato che gli aerei di ritorno a Varsavia dagli Stati Uniti di solito atterravano su una rotta di 150 (150 gradi, sud-sud-est), e se atterravano a mezzogiorno o prima di mezzogiorno in una giornata di sole (come il 14 marzo 1980), il sole splendeva quasi direttamente nei loro occhi, stanchi dopo diverse ore di volo notturno e monitoraggio costante degli strumenti nel cockpit; questo a volte causava disorientamento e confusione se una spia luminosa fosse effettivamente accesa o meno; quindi, quel giorno, l'indicatore del carrello di atterraggio avrebbe potuto essere effettivamente acceso, ma i membri dell'equipaggio potrebbero non essere riusciti a vederlo bene. Durante il recupero, il carrello di atterraggio è risultato essere correttamente esteso e bloccato.

## Cause del disastro
Secondo la Commissione speciale per i disastri del governo polacco, l'incidente era stato causato da difetti nei materiali, difetti nel processo di fabbricazione dell'albero del motore a reazione del Kuznetsov NK-8 e debolezze nella progettazione della sua turbina.
Durante la fabbricazione dell'albero a bassa pressione, in una posizione in cui il suo diametro di sezione aumenta, era stato effettuato un brusco passo di 90 gradi, con conseguente cambio improvviso del diametro su una lunghezza lineare molto breve - una condizione classica per la concentrazione delle sollecitazioni, che provoca incrinature per fatica in quella posizione. Inoltre, l'analisi metallurgica ha rilevato che l'albero era stato trattato termicamente in modo errato durante la produzione e conteneva particelle contaminanti come inclusioni non metalliche, che riducevano ulteriormente la capacità dell'albero di sopportare i carichi torsionali come previsto. La lavorazione impropria e le impurità hanno facilitato una frattura da fatica accelerata di questo componente chiave del motore tramite la formazione incondizionata di microfratture attraverso il nucleo dell'albero, portando infine al suo guasto.
Nel tempo, i difetti nell'albero motore dell'SP-LAA si sono aggravati, fino ad arrivare alla rottura dello stesso, provocando la separazione fisica della turbina a bassa pressione dal compressore a bassa pressione. Di conseguenza, la turbina si disintegrò in modo esplosivo. Espulsi con enorme forza, i pezzi danneggiarono altri due motori e tagliarono la fusoliera. Ciò danneggiò i comandi di volo verticale e orizzontale (timone ed equilibratori), oltre a provocare un guasto catastrofico di numerosi sistemi del velivolo. L'improvvisa perdita di controllo delle superfici di controllo del volo ha causato una picchiata ripida e irrecuperabile ed ha provocato l'incidente 26 secondi dal momento del primo guasto.
Un articolo di stampa, pubblicato in Polonia nel 2010 e basato sulla revisione della documentazione d'archivio conservata nell'IPN, afferma che le autorità della Repubblica Popolare di Polonia hanno contribuito al disastro chiedendo alla LOT di risparmiare denaro e un eccessivo sfruttamento dei motori. A seguito della politica economica di Edward Gierek nella Repubblica popolare di Polonia nella seconda metà degli anni settanta, iniziò l'aumento dei prezzi, che di conseguenza trascinò il paese in una crisi economica. In tali circostanze, il Ministero dei Trasporti aveva richiesto alla LOT di ridurre i costi. Una delle prime misure per ridurre i costi fu quella di ridurre al minimo il rifornimento di carburante negli aeroporti stranieri per l'aumento dei prezzi del carburante. Gli aerei venivano riforniti in Polonia al massimo peso possibile al decollo. Di conseguenza, gli equipaggi utilizzavano l'intera lunghezza della pista. Al contrario, avevano una quantità relativamente ridotta di carburante di riserva sul volo di ritorno, che a volte li costringeva ad atterrare anche in caso di maltempo. I voli con un peso massimo al decollo aumentavano l'usura del motore, poiché i motori erano sottoposti a un carico maggiore.
I motori NK-8-4 non erano particolarmente affidabili. La durata della garanzia era di sole 5.000 ore e circa la metà dei motori degli aerei della LOT si guastava dopo 2000-3000 ore. Per questo motivo, i piloti polacchi spesso chiamavano gli Il-62 "bare volanti". Nonostante la scarsa affidabilità, la compagnia decise di aumentare gli intervalli di vita delle revisioni per ridurre la frequenza delle riparazioni, piuttosto costose, che venivano eseguite nelle fabbriche sovietiche. La LOT inviò una lettera all'Ilyushin Design Bureau contenente i risultati di un test in cui si era riscontrato che i motori potevano funzionare normalmente per 8600 ore senza manutenzione. Dall'ufficio progettazione arrivò la risposta che i polacchi potevano volare quanto volevano, ma il produttore era responsabile solo di 5000 ore di volo.
L'aumento dello stress sui motori e l'allungamento dell'intervallo di manutenzione portarono a una caduta vertiginosa nella frequenza dei voli. Ci sono stati casi in cui l'Il-62 volava dagli Stati Uniti a Varsavia senza passeggeri e con solo tre motori funzionanti. I rappresentanti dello staff tecnico dell'aeroporto John F. Kennedy segnalarono due voli simili negli ultimi due anni. Le cause più comuni di guasto erano la piegatura o la rottura delle pale. Di conseguenza, non c'erano abbastanza motori riparabili. La LOT era caduta nella pratica di utilizzare tre motori entro l'intervallo di servizio e un quarto oltre l'intervallo. L'indagine ha rivelato che la pratica era molto diffusa. La compagnia aerea chiamava i quarti motori "leader".
Inizialmente, il motore 2 del Mikołaj Kopernik era installato sull'SP-LAC Fryderyk Chopin, ma dopo 1.700 ore di volo nel 1975, il motore fu rimosso a causa del danneggiamento della pala del compressore a bassa pressione e inviato per la riparazione in Unione Sovietica. Dopo la riparazione il motore è stato posizionato sull'SP-LAB Tadeusz Kosciuszko. Dopo 5000 ore di volo, sono state rilevate vibrazioni al di sopra del livello accettabile e percepite notevolmente nella parte posteriore dell'aereo. Pertanto, nel 1978 il motore è stato nuovamente rimosso per la riparazione in Polonia e successivamente installato sul Kopernik. Dopo la riparazione, il motore ha accumulato 700 ore di volo prima dell'incidente.
Nonostante le vibrazioni, il motore difettoso è stato montato comunque sull'aereo, sostenendo che il livello di vibrazione era "al di sotto degli standard accettabili". Prima del volo per New York l'aereo era stato controllato dal meccanico Zdzislaw Yarmonyakom, il quale scoprì che il motore n.1 aveva un difetto in una delle pale della turbina. Questa deformazione era localizzata nella parte più bassa (e più larga) della pala. Il meccanico voleva segnalarlo, ma ha scoperto che il difetto era già segnato lì e l'aereo è stato successivamente autorizzato a volare. Come spiegò in seguito agli investigatori, il meccanico decise che il difetto rientrava nella tolleranza. Il motore n. 3 aveva 8200 ore di funzionamento senza riparazioni. L'aereo era stato autorizzato a volare a New York con tre motori e solo il motore n. 4 era completamente in servizio.

## La disintegrazione dell'albero motore
Il Kuznetsov NK-8 è un motore turbogetto a due bobine con due turbine a bassa pressione che azionano la ventola e il compressore a bassa pressione e una turbina ad alta pressione che aziona gli stadi superiori del compressore.
Quando l'albero di bassa pressione del motore n. 2 si è rotto, la turbina di bassa pressione si è improvvisamente separata dal compressore di bassa pressione, liberandosi. Poiché la camera di combustione del motore stava ancora producendo energia, la turbina improvvisamente liberata andò fuori controllo con una velocità così enorme che in una frazione di secondo la forza centrifuga la fece disintegrare. L'involucro della turbina non è riuscito a contenere i pezzi della turbina, che sono stati espulsi tangenzialmente ad alta velocità, causando gravi danni alla sezione di coda dell'aeromobile.

## Conseguenze

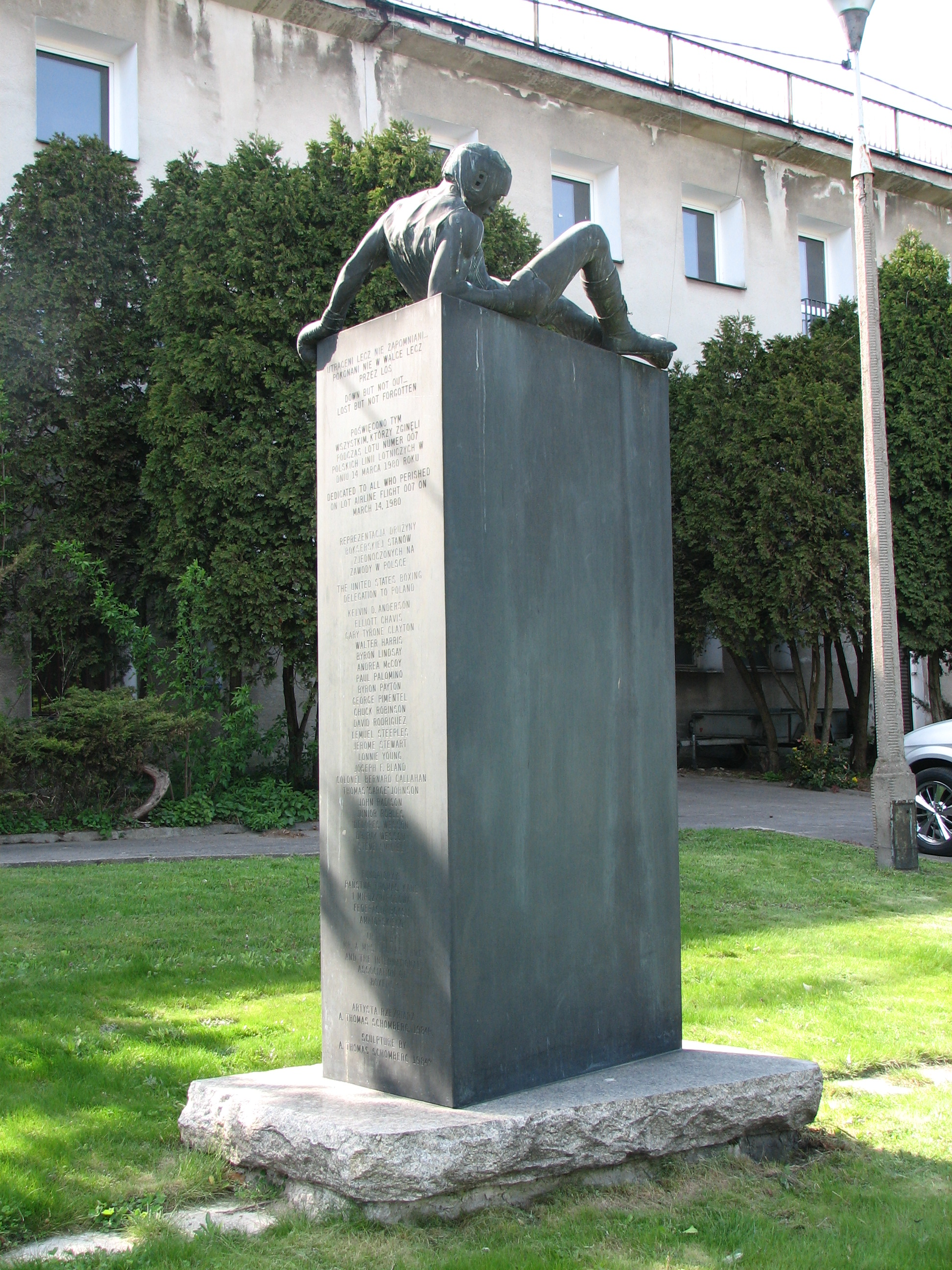
Memoriale per i pugili morti sul volo 7.

La Commissione speciale per i disastri del governo polacco ha inviato a Mosca le sue conclusioni sulla causa dell'incidente. In risposta, ingegneri e scienziati sovietici hanno affermato che le ragioni addotte non erano plausibili e che la turbina si era disintegrata a causa di un guasto al motore, contrariamente a quanto affermato nel rapporto polacco (questo potrebbe essere in parte attribuito al risentimento degli ingegneri sovietici nei confronti dei polacchi, che acquistarono l'Ilyushin ma sostituirono i suoi sistemi di navigazione con attrezzature americane più moderne acquistate separatamente). Molti anni dopo fu rivelato che dopo l'incidente del volo 7, tutti gli Il-62 utilizzati dai funzionari e dai VIP sovietici avevano i loro motori sostituiti con discrezione con quelli più recenti. In un'occasione, un Il-62M governativo polacco aveva installato motori nuovi appositamente per un viaggio congiunto del governo polacco-sovietico a Pechino; successivamente, i motori furono riportati in Unione Sovietica.
Il rapporto della commissione polacca richiedeva anche alcuni ammodernamenti nel design dell'Il-62, in particolare il raddoppiare i controlli di volo, in modo che se un sistema si guastasse, l'aereo sarebbe ancora controllabile. All'epoca, controlli ridondanti di questo tipo erano generalmente utilizzati negli aerei di linea di fabbricazione americana ed europea. Questo problema non è mai stato affrontato dai sovietici: nessuno dei loro Ilyushin di alcun tipo aveva installato controlli alternativi.
Una piccola statua dedicata ai pugili che perirono nell'incidente - un prisma trigonale in bronzo, con la statua di un pugile nella parte superiore - si trova nel terreno del club sportivo di Varsavia Skra Warszawa. Una statua identica si trova presso il Centro di addestramento olimpico degli Stati Uniti a Colorado Springs. Le statue sono state finanziate da Thomas Kane di Printon Kane and Company e AIBA e progettate dallo scultore americano Auldwin Thomas Schonberg.
Le tombe dell'equipaggio del Mikołaj Kopernik si trovano nel cimitero militare di Powązki a Varsavia. Una delle strade adiacenti al luogo dell'incidente porta il nome del capitano Paweł Lipowczan.